# Gålnåsjaureh (Arjeplogs socken, Lappland)
Gålnåsjaureh, Gålnåsjávre, är en sjö i Arjeplogs kommun i Lappland och ingår i Skellefteälvens huvudavrinningsområde. Sjön har en area på 0,298 kvadratkilometer och ligger 676,1 meter över havet.

## Delavrinningsområde
Gålnåsjaureh ingår i det delavrinningsområde (737162-153263) som SMHI kallar för Mynnar i Sädvajaure. Medelhöjden är 766 meter över havet och ytan är 35,15 kvadratkilometer. Det finns inga avrinningsområden uppströms utan avrinningsområdet är högsta punkten. Vattendraget som avvattnar avrinningsområdet har biflödesordning 2, vilket innebär att vattnet flödar genom totalt 2 vattendrag innan det når havet efter 345 kilometer. Avrinningsområdet består mestadels av skog (49 procent) och kalfjäll (48 procent). Avrinningsområdet har 0,78 kvadratkilometer vattenytor vilket ger det en sjöprocent på 2,2 procent.